# Ledis Balceiro Pajón
Ledis Balceiro Pajón (Matanzas, 18 de abril de 1975) es un deportista cubano que compitió en piragüismo en la modalidad de aguas tranquilas.
Participó en dos Juegos Olímpicos de Verano en los años 2000 y 2004, obteniendo dos medallas, plata en Sídney 2000 y plata en Atenas 2004. En los Juegos Panamericanos consiguió cinco medallas entre los años 1995 y 2003.
Ganó cuatro medallas en el Campeonato Mundial de Piragüismo en los años 2002 y 2003.

## Palmarés internacional
| Juegos Olímpicos     | Juegos Olímpicos                | Juegos Olímpicos  | Juegos Olímpicos |
| Año                  | Lugar                           | Medalla           | Competición      |
| -------------------- | ------------------------------- | ----------------- | ---------------- |
| 2000                 | Sídney (Australia)              | Medalla de plata  | C1 1000 m        |
| 2004                 | Atenas (Grecia)                 | Medalla de plata  | C2 500 m         |
| Campeonato Mundial   |                                 |                   |                  |
| Año                  | Lugar                           | Medalla           | Competición      |
| 2002                 | Sevilla (España)                | Medalla de oro    | C2 200 m         |
| 2002                 | Sevilla (España)                | Medalla de oro    | C2 500 m         |
| 2002                 | Sevilla (España)                | Medalla de plata  | C2 1000 m        |
| 2003                 | Gainesville (Estados Unidos)    | Medalla de bronce | C2 500 m         |
| Juegos Panamericanos |                                 |                   |                  |
| Año                  | Lugar                           | Medalla           | Competición      |
| 1995                 | Mar del Plata (Argentina)       | Medalla de oro    | C1 1000 m        |
| 1999                 | Winnipeg (Canadá)               | Medalla de oro    | C1 500 m         |
| 1999                 | Winnipeg (Canadá)               | Medalla de plata  | C1 1000 m        |
| 2003                 | Santo Domingo (Rep. Dominicana) | Medalla de oro    | C2 500 m         |
| 2003                 | Santo Domingo (Rep. Dominicana) | Medalla de oro    | C2 1000 m        |